# Plotino Rhodakanaty
Plotino Constantino Rhodakanaty  (14 de octubre de 1828-2 de febrero de 1890 en la Ciudad de México) fue un socialista y anarquista griego, que participó como activista del movimiento campesino en México durante el siglo XIX.

## Primeros años
Rhodakanaty nació en Atenas, Grecia, el 14 de octubre de 1828. Su padre fue médico y escritor que combatió en la guerra de liberación contra los turcos (1821-1829). A la muerte de su padre, Rhodakanaty fue llevado a Viena para que estudiara medicina. En 1848 estuvo en Budapest, Hungría. En ese lugar vivió la agitación social y política provocada por los conflictos entre la escasa pero creciente burguesía y el proletariado industrial; así mismo predominaban los campesinos, artesanos y pequeños comerciantes, privados de derechos políticos. Al mismo tiempo presenció la lucha de independencia encaminada a la desaparición del absolutismo y del centralismo burocrático. Ese mismo año se mudó a Berlín para continuar con sus estudios de medicina, al año siguiente visitó París para conocer a Pierre-Joseph Proudhon. En el período de 1850 a 1857 se sabe que vivió en Berlín en donde estudió filosofía política y estuvo al tanto del aprendizaje de varios idiomas, siete en total. En 1857 decidió instalarse en París, en donde escribió el folleto De la Naturaleza para 1860.

## Rhodakanaty en México
La motivación de viajar a México en Rhodakanaty se dio por el decreto del 1 de febrero de 1856, promulgado por Ignacio Comonfort, en el cual se hacía hincapié en el establecimiento de colonias agrarias además de la invitación a extranjeros para residir en el país, y otorgarles la nacionalidad. Esta propuesta fue digna de tomarse en cuenta y para febrero de 1861 Rhodakanaty se encontraba arribando al puerto de Veracruz. Con poco tiempo en el país, Rhodakanaty comprobó que los campesinos, en sus pueblos tradicionales vivían según las ideas básicas de Charles Fourier y Proudhon, pero que estaban siendo oprimidos por el despojo de los hacendados y la insensibilidad de un gobierno indiferente.
Los estudios sobre el pensamiento mexicano del siglo XIX se han centrado en las corrientes del liberalismo y del conservadurismo, o por lo menos para la primera etapa del siglo. Después de la guerra de Reforma y del triunfo liberal, los análisis se enfocan en la corriente filosófica del positivismo, debido en parte a su identificación con el gobierno de Porfirio Díaz, a tal grado que se consolida como filosofía oficial; lo anterior puede explicar porque son pocos los estudios sobre el socialismo en México y en particular de pensadores como Plotino Rhodakanaty.
A su llegada a México y para involucrarse en la discusión política escribió un panfleto titulado Cartilla Socialista o sea el catecismo elemental de la escuela de Carlos Fourier: el falansterio, en donde explicaba los principios de una sociedad agrícola utópica, resultado de la comprensión de la armonía del universo, además de atacar a las instituciones humanas como causantes de los males sociales; destacó la urgencia de acabar con el desorden político y de encaminar las energías colectivas en dirección de la reforma social. Gracias a la exposición de estas ideas, Rhodakanaty fue conocido en el medio intelectual mexicano como antipositivista. Durante sus diecisiete años de estancia en México, defendió, proclamó y alimentó ideas a favor de sus ideales. 
Gracias a que el positivismo era la filosofía oficial del partido liberal y del gobierno de Díaz, los ataques del socialismo se fueron enfocando cada vez más al positivismo.
Según recientes investigaciones se ha demostrado que Plotino Rhodakanaty falleció en la Ciudad de México el 2 de febrero de 1890, con lo que quedó desacreditada la versión de que desapareció de la vida pública tras un viaje a Europa en 1886.

## Rhodakanaty versus positivismo
Es importante entender, que si bien existía una crítica al positivismo, el socialismo no ve como enemigo a la ciencia, y por lo tanto tampoco Rhodakanaty. Su pensamiento filosófico se basaba en el racionalismo y en la metafísica, enemigos naturales del positivismo. Sus bases intelectuales son: el racionalismo francés, el panteísmo spinozista y la filosofía alemana.
La discusión en contra del positivismo mexicano por parte de Rhodakanaty tuvo su mayor auge en la década de los ochenta, cuando el griego criticó las enseñanzas de lógica escolástica que llevaba a cabo la Escuela Nacional Preparatoria. Posteriormente y en esa misma línea de educación, Rhodakanaty propuso el estudio de la psicología en los cursos de la preparatoria. El positivismo concebía a la psicología como una rama menor de la fisiología, además comprendía la idea de que el espíritu no tenía vida propia al margen del cuerpo. Según los positivistas, al conocer la fisiología se podía explicar la totalidad de la conducta. En esta argumentación el griego encontró un problema: el monismo metodológico, que se basa en el lenguaje expresado por el positivismo y su intención de imponer sus procedimientos analíticos y experimentales a "las ciencias intelectuales y morales", lo que induce a error, pues cada disciplina requiere de un método especial.
Para los pensadores socialistas el positivismo por su naturaleza está en contra de sus ideas, para el caso particular de Rhodakanaty el positivismo resultaba vergonzoso debido a su condición a favor del "materialismo puro", sustentado en una epistemología sensualista, constituido por lo tangible y su método del empirismo. Dentro de la política el positivismo proclamaba el principio utilitario y el recurso de la fuerza para llevar a cabo el orden social, la economía política era la productora de la miseria entre la mayoría, a estos aspectos también se evocaron las críticas tanto de Rhodakanaty como de pensadores contemporáneos como García Vigil.

## El activismo social de Rhodakanaty
A su llegada a México, Rhodakanaty tenía la visión de Fourier de construir colonias independientes agrícolas. Para solventar sus gastos trabajó como médico en su propia casa, además de dar clases particulares. Durante sus primeros años se involucró en conocer gente con pensamiento similar al suyo. En 1863 crearon un grupo de estudio, y en 1865 se nombraron "Grupo de Estudiantes Socialistas". Estos se consideraban "bakunistas mexicanos", dentro de los que encabezaron este proyecto se encuentran Francisco Zalacosta; joven entusiasta que encabezaría las futuras luchas agrarias, Santiago Villanueva, organizador del primer movimiento obrero de México; y Hermenegildo Villavicencio. Su actividad se centró en la organización mutualista, como "La Sociedad de Socorros Mutuos" creada en 1853. 
Durante el año de 1864 Rhodakanaty publicó un nuevo panfleto titulado Neopanteísmo, consideración sobre el hombre y la naturaleza. En este texto se muestra la idea de los utópicos falansterios aldeanos de Fourier, incorporado a su idea de sociedades y cooperativas mutualistas unidas al rechazo del Estado. En este escrito se ven sus intenciones políticas con respecto al Estado mexicano de la época, proponía "una estructura política federalizada", denunciaba casi toda actividad política y rechazaba la dictadura del proletariado. Deseaba eliminar la intervención del Estado en los asuntos financieros domésticos, así como reorganizar la propiedades privadas en corporativas, y abolir la política, así como los partidos políticos".
Rhodakanaty fundó una escuela para campesinos en Chalco, Estado de México, llamada la "Escuela de la Razón y del Socialismo". En donde se enseñaba a los campesinos a leer, escribir, oratoria, métodos de organización y los ideales socialistas libertarios. El plan de estudios intentaba hacer de los campesinos hombres educados y socialistas, oradores convincentes, conocedores de los métodos de organización. A este lugar llegó un joven campesino de nombre Julio Chávez López, quien entusiasmado por las teorías de Fourier y de Proudhon se convirtió en el estudiante más notable y sobre todo el más convencido de llevar a cabo una rebelión que reestructurara el orden agrario de la zona. En 1869 la influencia de Rhodakanaty y sus compañeros de La Social queda evidenciado en el manifiesto de Julio López publicado el 20 de abril de aquel año, en este documento se invita al pueblo a levantarse en armas en contra de la tiranía del gobierno central. La importancia del documento radica en el desarrollo de la ideología agraria, y la incorporación del concepto socialista europeo que sirvió para caracterizar las injusticias sufridas por el campesinado mexicano. Rhodakanaty fue precursor de este levantamiento al preparar el camino para el establecimiento de colonias agrícolas comunales. Chalco representaba una región donde la resistencia del campesinado contra las haciendas era fuerte y tradicional. Rhodakanaty no estuvo en la rebelión, tal vez por sus ideas de la no violencia.

## Las ideas de Rhodakanaty
Dependiendo de las ideas analizadas por los distintos autores, dependerá el perfil intelectual y el mote que recibirá Rhodakanaty al hablar sobre él. Para José C. Valadés era un "socialista antiautoritario", García Cantú ve los elementos evangélicos del discurso de Rhodakanaty y su interpretación del cristianismo primitivo, por ello lo cataloga como precursor del socialismo cristiano; para Hart el griego es un anarquista, socialista libertario "prodhonista-bakuninista", estos elementos los encontró en sus escritos políticos desde la Cartilla Socialista de 1861 hasta la publicación de El Craneoscopio, Periódico Frenológico y Científico de 1874. 
Carlos Illades durante la última década ha investigado el socialismo mexicano del siglo XIX y sus actores, entre ellos cabe destacar a Rhodakanaty. La biografía más completa sobre el griego la podemos encontrar en su texto Rhodakanaty y la formación del pensamiento socialista en México, en este analiza las ideas y su contexto, expone los argumentos del autor y los desglosa para hacer comprensible su reflexión. Además de sus textos políticos Illades hace un análisis de la filosofía propuesta por el griego, y observa que esta filosofía es el centro de su discurso intelectual. 
Para Illades el pensamiento de Rhodakanaty estuvo a caballo entre la Ilustración y el romanticismo. Con la primera compartió la noción platónica que atraviesa la historia de la filosofía según la cual es posible llegar a un conocimiento absoluto o cuasi absoluto. Del romanticismo, el griego hizo suyos la desconfianza hacia las ciencias y su instinto rebelde. El griego uso la filosofía de la naturaleza, creada y construida por Friedrich Schiller, quien a su vez se motivó de los escritos de Baruch Spinoza y de Gottfried Wilhelm Leibniz. Siguiendo con la línea de pensamiento presentada por Carlos Illades nos damos cuenta de la compleja pero astuta solución que proporciona el griego, Spinoza creía en Dios como un ser absolutamente infinito, y Leibniz proporcionó la noción de armonía, dentro de la cual el hombre es una mónada privilegiada que expresa el equilibrio entre Dios y la naturaleza. Dentro de esta línea, Rhodakanaty aseguraba que el universo poseía un orden natural justo y equilibrado; la Humanidad es Dios mismo corporizado en el mundo sensible, su expresión fenomenológica.

## Rhodakanaty y la religión
Para el griego, la religiosidad era de vital importancia. Al provenir de una nobleza bizantina, Rhodakanaty era parte de los Cristianos Ortodoxos, creía en la austeridad de la práctica religiosa y de la vida cotidiana, deseaba el libre examen de las Sagradas Escrituras. En fin, sus mayores críticas se enfocaron a la Iglesia católica debido a sus actividades que corrompían la fe, según el propio Illades. En realidad Rhodakanaty no era ni ateo ni deísta, pensaba que el culto externo era una manifestación indispensable de la fe cristiana.
Plotino Rhodakanaty es menos conocido por su participación en la Iglesia de Jesucristo de los Santos de los Últimos Días. A la llegada a México de los mormones y trajeron consigo su propuesta de regeneración social que resultó atractiva para pensadores como Rhodakanaty. El país comenzaba a hablar de la tolerancia religiosa y, lo más importante, lo permitía. Su acercamiento se dio en primera instancia con los protestantes que vendían sus bienes para ponerlos a disposición de la iglesia y luego distribuirlos como ejemplo de la propagación del Evangelio. A pesar de esto, Plotino consideraba a los protestantes como materialistas, fríos, fatalistas y monárquicos cuando hacían su división entre elegidos y réprobos.
En 1879 llegó a ser el primer Elder mexicano y Presidente de la Primera Rama de la Iglesia Mormona en la Ciudad de México. Sin embargo, poco duró el gusto, las relaciones entre este y la iglesia mormona se fueron descomponiendo hasta tal grado que en 1881 fue excomulgado. "La llegada de los mormones a México". Acta de Defunción del Registro Civil de la Ciudad de México inscribiéndose el fallecimiento el 4 de febrero de 1890 en la foja 466 por el Juez Enrique Valle. Falleció el domingo 2 de febrero a las 11:00 P. m.

## Documentos de Rhodakanaty
Estos documentos son la base de análisis de los autores mencionados y de los próximos avances de investigación.
- Periódicos donde publicó algunos documentos o participó como editor.

1. El Socialista
2. La Internacional
3. El Hijo del Trabajo
4. La Comuna Internacional
5. El Combate
6. El Craneóscopo
7. La Democracia
8. El Correo de los Estados

- Impresos religiosos

1. La Verdad
2. La Voz del Desierto

- Folletos de varios temas

1. De la Naturaleza (1860)
2. Cartilla-Socialista (1861)
3. Neopantenísmo, consideraciones sobre el hombre y la naturaleza (1864)
4. Garantismo Humanitario (1876)
5. Disertación sobre la verdadera pronunciación del griego (1879)
6. Metafísica trascendental o sea la Ética de Spinoza (1881)
7. Tratado de lógica elemental (1882)
8. Cartilla Socialista-Republicana (1883)